# Ingeborg Bingener
Ingeborg Bingener, geb. Busch (* 18. Mai 1922 in Siegen; † 26. Januar 2001) war eine deutsche Autorin und Politikerin. Von 1993 bis März 1995 war sie außerdem Bundesvorsitzende der Tierschutzpartei.

## Leben

Cover von Das Tier im Recht

Ingeborg Bingener lebte in Hattingen. Bereits in den 1980er Jahren engagierte sie sich mittels zahlreicher Vorträge und Publikationen gegen die Agrarpolitik der Europäischen Gemeinschaft, da diese ihrer Meinung nach zum Schaden der Nutztiere sei. Zusammen mit Ilse Hahn gründete sie außerdem den Wissenschaftlichen Arbeitskreis Tierschutz. Am 26. Januar 2001 erlag sie im Alter von 78 Jahren einer schweren Krankheit.

## Politik
In den 1990er Jahren beteiligte sich Bingener mit acht weiteren Personen an der Gründung der Tierschutzpartei. Auf dem Gründungsparteitag, der 13. Februar 1993 im Hotel Continental in Bonn stattfand, wurde sie aufgrund ihrer Kompetenz zur Bundesvorsitzenden gewählt. Zu diesem Zeitpunkt hatte die neue Partei neun Mitglieder. Bingener behielt dieses Amt insgesamt zwei Jahre. Ihre Nachfolgerin wurde auf dem dritten Bundesparteitag am 11. März 1995 in Braunschweig die Autorin Gisela Bulla. Für ihre Partei kandidierte sie unter anderem bei der Bundestagswahl 1998 auf der nordrhein-westfälischen Landesliste. Im selben Jahr verließ sie die Partei nach einem internen Konflikt. Hintergrund war die Bearbeitung des von ihr entworfenen Wahlwerbespots zur Bundestagswahl 1994, wodurch sie sich übergangen fühlte.

## Bibliographie
- Aphorismen und Gedichte. Aus Liebe zum leidenden Tier. Echo Verlag, Göttingen 1988, ISBN 3-926914-01-7.
- Das Tier im Recht. Echo Verlag, Göttingen 1990, ISBN 3-926914-13-0.

### Bearbeitung
- Andrea Klages, Edmund Haferbeck, Bernhard Rambeck: Tierversuche. Echo Verlag, Göttingen 1990, ISBN 3-926914-17-3.